# サニラック郡 (ミシガン州)
サニラック郡（英: Sanilac County）は、アメリカ合衆国ミシガン州ロウアー半島の東部、半島をミトンに譬えたときに親指に位置する郡である。1822年9月10日に創設され、1849年12月31日に完全に組織化された。2010年国勢調査での人口は43,114人であり、2000年の44,547人から3.2%減少した。郡庁所在地はサンダスキー市（人口2,679人）であり、同郡で人口最大の都市でもある。

## 歴史
サニラック郡はワイアンドット族インディアンの酋長サニラックの名前を採って命名された可能性がある。
19世紀半ば、現在のポートサニラックはバークシャンティと呼ばれていた。その名前は松から屋根板を作るために使われていた木の皮（バーク）でできた1軒の掘っ立て小屋（シャンティ）から付けられていた。アルゴンキン語の "zngwak" は松を意味している。

## 地理
アメリカ合衆国国勢調査局に拠れば、郡域全面積は1,590.22平方マイル (4,118.7 km2)であり、このうち陸地963.80平方マイル (2,496.2 km2)、水域は626.42平方マイル (1,622.4 km2)で水域率は39.39%である。
サニラック郡はミトンの「親指」を構成する5郡の1つである。レキシントン、ポートサニラック、カーソンビルのような町は季節によって観光が盛んである。経済的にはセントクレア郡やヒューロン郡との結びつきが強く、土壌は肥沃で平坦である。フリント/トリシティーズ地域に属してもいる。

### 主要高規格道路
- ミシガン州道19号線
- ミシガン州道25号線
- ミシガン州道46号線
- ミシガン州道53号線
- ミシガン州道81号線
- ミシガン州道90号線

### 隣接する郡
- ヒューロン郡 - 北
- タスコラ郡 - 西
- セントクレア郡 - 南
- ラピーア郡 - 南西
- カナダ、オンタリオ州ヒューロン郡 - 東

## 人口動態
以下は2010年の国勢調査による人口統計データである。
| 基礎データ - 人口: 43,114人 - 世帯数: 17,132 世帯 - 家族数: 11,885 家族 - 人口密度: 17人/km2（45人/mi2） - 住居数: 22,725軒 - 住居密度: 9軒/km2（24軒/mi2） 人種別人口構成 - 白人: 94.8% - アフリカン・アメリカン: 0.3% - ネイティブ・アメリカン: 0.4% - アジア人: 0.3% - その他の人種: 0.1% - 混血: 0.9% - ヒスパニック・ラテン系: 3.3% | 年齢別人口構成 - 18歳未満: 23.6% - 18-24歳: 7.4% - 25-44歳: 21.8% - 45-64歳: 29.6% - 65歳以上: 17.6% - 年齢の中央値: 43歳 - 性比（女性100人あたり男性の人口） - 総人口: 97.8 - 18歳以上: 96.7 世帯と家族（対世帯数） - 18歳未満の子供がいる: 29.2% - 結婚・同居している夫婦: 55.3% - 未婚・離婚・死別女性が世帯主: 9.8% - 非家族世帯: 30.6% - 単身世帯: 26.4% - 平均構成人数 - 世帯: 2.48人 - 家族: 2.97人 | 収入と家計 - 収入の中央値 - 世帯: 39,138米ドル - 家族: 47,885米ドル - 性別 - 男性: 27,440米ドル - 女性: 16,509米ドル - 人口1人あたり収入: 19,671米ドル - 貧困線以下 - 対人口: 16.1% - 対家族数: 1.5% - 18歳未満: 23.3% - 65歳以上: 11.4% |

## メディア
サニラック/GB・ブロードキャスティングが郡内で3つのラジオ局を運営している。サンダスキー市では週刊の「サニラック・カウンティ・ニューズ」が発行されており、他にも小さな新聞が出版されている。日刊の「ポートヒューロン・タイムズ・ヘラルド」も購読できる。

## 郡政府
郡政府は郡監獄の運営、地方道の維持、地方裁判所の運営、権利譲渡と抵当権設定記録など重要記録の維持、公衆衛生規制の管理、福祉など社会サービスの項目で州の施策への参加を行う。郡政委員会は予算を管理するが、法や条例を作るのは限定付き権限である。ミシガン州では、警察と消防、建設と区画割、税評価、街路維持など地方政府の大半機能は個々の都市と郡区の責任である。

## 郡区
サニラック郡は下記26の郡区に分割されている。
| - アーガイル - オースティン - ブリッジハンプトン - ビューエル - カスター - デラウェア - エルク | - エルマー - エバーグリーン - フリン - フォレスター - フレモント - グリーンリーフ - ラモット | - レキシントン - メイプルバレー - マリオン - マーレット - ミンデン - ムーア | - サニラック - スピーカー - ワシントン - ウォータータウン - ウィートランド - ワース |

## 都市と町
| 都市 - ブラウンシティ - クロスウェル - マーレット - サンダスキー - 郡庁所在地 | 村 - アップルゲイト - カーソンビル - デッカービル - フォレストビル | - レキシントン - メルビン - ミンデンシティ - ペック - ポートサニラック |

| 未編入の町 - アマドア - アーガイル - オースティンセンター - バーチビーチ - ブルーウォータービーチ - キャッシュ - チャールズトン | - カンバー - デッカー - ダウニントン - エルマー - フライドバーガー - グレートレイクスビーチ - ヒュロニアハイツ | - ジュール - レイング - レキシントンハイツ - マグレガー - パームズ - スノーバー - タイア |

## 宗教
サニラック郡はローマ・カトリック教会サギノー教区に属している。